# Ticu Dumitrescu
Constantin-Grigore Dumitrescu, cunoscut ca Ticu Dumitrescu, (n. 27 mai 1928, Ciumați, România – d. 5 decembrie 2008, București, România) a fost un om politic român, fost deținut politic, fost senator de orientare creștin-democrată (PNȚ-CD), președinte al Asociației Foștilor Deținuți Politici din România, inițiatorul Legii Deconspirării Securității și al Legii Lustrației, proiecte vehement contestate de cei vizați. 
Din 1990 a fost membru al CPUN, senator în două legislaturi (1992-1996 și 1996-2000). Ticu Dumitrescu a devenit senator neafiliat din 1997. În cadrul activități sale parlamentare în sesiunea 1996-2000, Ticu Dumitrescu a fost membru în grupurile parlamentare de prietenie cu Japonia și Republica Franceză - Senat. Ticu Dumitrescu a fost președinte al Asociației Naționale a Foștilor Deținuți Politici din România – A.F.D.P.R. –, din 1990 și Președinte al Uniunii Internaționale a Foștilor Deținuți Politici (1991-1999). A fost membru al Consiliului Național de Studiere a Arhivelor Securității (C.N.S.A.S.) din anul 2006.

## Biografie

Fișa de detenție a lui Ticu Dumitrescu

Fișa de detenție a lui Ticu Dumitrescu (verso)

A fost eliminat din Facultatea de Drept înainte de a fi arestat de Securitate și condamnat ca deținut politic la ani grei de închisoare. După eliberare, la cererea sa de a continua studiile universitare, Ministerul Învățământului, într-o comunicare oficială, îi respinge solicitarea, motivând că „se menține eliminarea din toate universitățile din țară pentru activitate antidemocrată”.
A urmat destinul familiei sale în lupta împotriva comunismului, fiind arestat în repetate rânduri de Siguranța și Jandarmeria comunistă pe când era elev al „Liceului Sfinții Petru și Pavel” din Ploiești, colaborator apropiat al profesorului Virgil Șerbănescu, liderul Partidului Național Țărănesc pe județul Prahova, sau student (1945-1948). După eliminarea din facultate, urmărit de Securitate, devine fugar, pentru ca în 1949 să fie arestat și apoi condamnat ca deținut politic, pentru „uneltire contra ordinii sociale”. Eliberat în 1953 cu domiciliu obligatoriu, este rearestat în 1958 și condamnat la 23 de ani de muncă silnică pentru crima de uneltire. În 1962 i se comută pedeapsa la 6 ani închisoare corecțională. A supraviețuit detenției din închisorile și lagărele de exterminare comuniste, fiind eliberat în 1964, odată cu grațierea deținuților politici.
În închisorile comuniste a avut o atitudine demnă, refuzând reeducarea și obediența față de exigențele impuse în spațiul concentraționar românesc, distingându-se aici epocile în care a fost deținut în Zarca Aiudului, la Botoșani și Văcărești. Din memorialistica epocii, scrisă de colegii săi de suferință, a reieșit cu pregnanță caracterul său puternic și intransigența față de regimul comunist.
Pentru a-și câștiga existența și totodată ca măsură de autoizolare, a lucrat pe diferite șantiere forestiere din Munții Cernei, Munții Bucegi, Munții Oituz și Munții Vrancei. A prestat diferite munci (șef echipă, muncitor, funcționar tehnic). După 1970 a devenit șeful unui mic șantier de construcții forestiere din Vrancea, care a fost timp de 17 ani consecutiv printre cele mai eficiente și rentabile șantiere din cadrul Ministerului Economiei Forestiere și de aici, venind de la sine, diplome și medalii, pe care însă nu le-a cerut și nu le-a dorit niciodată. În acest context, pentru activitatea profesională este menționat în ziarele vremii și este decorat cu Ordinul Muncii clasa a III-a, „datorită rezultatelor bune obținute în cinci ani de către șantier” (Vezi Buletinul Oficial al RSR, an XIX, nr. 36 Bis, partea I, 17 mai 1983, p. 11). Astfel, în ziarul Scânteia din ziua de miercuri 13 ianuarie 1988, inginerul Constantin Dumitrescu, era citat într-un articol intitulat „Cu energia minții și a brațelor. În Vrancea, pe firul noilor hidrocentrale”: „Avem două astfel de echipe în cadrul brigăzii: cea condusă de comunistul Voicu și o alta, condusă de comunistul Nicolae Bunghez. E o veche dispută pentru întâietate între aceste două formații. Nici una nu se lasă mai prejos, amândouă preiau lucrările de mai mare dificultate: și unii și alții le predau în avans beneficiarilor. Bunghez a lucrat pe Valea Nărujei și a Putnei, și-a încheiat cu două luni mai devreme sarcinile pe 1987. ...- De fapt, oamenii sunt totul. Avem o forță de muncă stabilă; avem, mai cu seamă, un nucleu de comuniști care se bucură de stimă, de ascultare, sunt urmați în toate acțiunile și sunt oameni de acțiune....În general, drumurile sunt...munca noastră. Noi avem la activ rețeaua de drumuri forestiere din zonă - circa 500 km de drumuri”..
La 22 decembrie 1989, Ticu Dumitrescu a pătruns cu ceilalți oameni de curaj în sediul Comitetului Central, participând la evenimentele de atunci. De atunci s-a implicat în lupta pentru edificarea democrației în România, iar ca parlamentar a inițiat o serie de legi dintre care amintim Legea deconspirării Securității („Legea Ticu”), Legea lustrației, Legea anulării condamnărilor politice din perioada comunistă, Decretul Lege nr. 118 pentru acordarea unor reparații și drepturi foștilor deținuți politici, etc.
S-a afirmat în activitatea PNȚCD fiind prieten apropiat al lui Corneliu Coposu. După 2003 se retrage din activitatea politică, nefiind de acord cu compromisurile și linia spre care se îndrepta P.N.Ț.C.D.

## Publicații
- „Mărturie și document”, Editura Polirom, 2008[6]